# Фредро
Фредро (пол. Fredro) — графский род.
По П.В. Долгорукову, польские летописцы повествуют о Добыславе Мержбовском герба Боньча, коронном маршале при польском короле Казимире Великом, который принял фамилию Фредро. «Добыслав, воин храбрости необыкновенной, в одном сражении с Немцами в 1368 году столь много положил на месте врагов, что лежащие на поле битвы раненые кричали ему: нем. friede, herr, отчего поляки дали ему прозвище Фредро».
Высочайшим повелением императора Александра I от 15 октября 1822 года, генералу бригады Максимилиану Фредро, дозволено пользоваться графским титулом, пожалованный Австрийским императором отцу его и потомству.

## Описание герба
по Лукомскому
Щит: четверочастный со щитком, в голубом поле которого взвившийся на дыбы белый единорог (герб Боньча); в 1, серебряном поле красная зубчатая
стена (герб Одвага); во 2, голубом — золотой полумесяц, сопровождаемый внутри золотою же стрелою и двумя золотыми звездами на рогах его (герб Сас), в 3, красном — чёрный суковатый пень с мечом, водруженным в него по рукоять (герб Нечуя) в 4, золотом — коронованная дева, сидящая на чёрном медведе (герб Равич).
Щит увенчан графской короной, над которой пять шлемов с дворянскими коронами. Нашлемники: 1 — белый единорог, 2 — красное знамя, 3 — пять павлиньих перьев, пронзенных стрелой влево 4 — чёрный суковатый пень с водруженным по рукоять мечом между двух крыльев и 5 — медведь, возникающий между двух оленьих рогов и держащий розу. Щитодержатели: два рыцаря.

## Известные представители рода
- Андрей Максимилиан Фредро (ок. 1620—1679) — польский публицист и государственный деятель
- Яков Фредро[пол.] (1770—1828) — великий коронный подчаший королевства Галиции и Лодомерии, в 1822 году был возведён в графское достоинство Королевства Галицийского
- его сын, Александр Фредро (1793—1876) — польский комедиограф, поэт и мемуарист
- его сын, Ян Александр Фредро (1829—1891) — польский драматург. Принимал участие в революции 1848 г. в Австрийской империи. Его драматические произведения довольно часто ставились на польских сценах; они скорее принадлежат к разряду фарсов, чем комедий
- старший брат Александра Фредро, Ян Максимилиан (1784—1845) — польский поэт, переводчик, драматург, театральный критик